# اوبورا (ناحیه بلانسکو)
اوبورا (به چکی: Obora) یک منطقهٔ مسکونی در جمهوری چک است که در ناحیه بلانسکو واقع شده‌است. اوبورا ۴٫۲۵ کیلومتر مربع مساحت و ۲۸۱ نفر جمعیت دارد و ۴۱۳ متر بالاتر از سطح دریا واقع شده‌است.